# حالت چطوره نان
حالت چطوره نان (انگلیسی: How Are U Bread; کره‌ای: 하와유브레드) یک مجموعه تلویزیونی محصول کره جنوبی و چین در سال ۲۰۲۰ با بازی سوهو و لی سه یونگ است. این مجموعه به‌طور همزمان در کره جنوبی و چین از پلتفرم استریم کی‌تی کورپوریشن به نام سیزن پخش شد.

## خلاصه داستان
این مجموعه داستان عشق میان هان دو وو (سوهو) یک شیرینی‌پز نابغه و نو می ره (لی سه یونگ) یک نویسنده ورایتی شو را روایت می‌کند.

## بازیگران

### اصلی
- سوهو در نقش هان دو وو[۳][۴]

یک شیرینی‌پز، که نانی را می‌پزد که خواسته‌های مردم را برآورده می‌کند.
- لی سه یونگ در نقش نو می ره[۶][۷]

نویسنده یک ورایتی شو که به آن نانوایی می‌رود تا از ها دو وو برای یک برنامه استفاده کند.